# Cromosoma 9

Cromátida del cromosoma 9.

El cromosoma 9 es uno de los 23 pares de cromosomas del cariotipo humano. La población posee, en condiciones normales, dos copias de este cromosoma, uno heredado de la madre y uno del padre durante la reproducción sexual. Posee en torno a 145 millones de pares de bases (el material constituyente del ADN) y representa entre el 4% y el 4.5% del ADN total de la célula. 
La identificación de genes en cada uno de los cromosomas es obtenida por medio de diferentes métodos, lo que da lugar a pequeñas variaciones en el número de genes estimados en cada cromosoma, según el método utilizado. Se estima que el cromosoma 9 contiene entre 800 y 1200 genes.

## Genes

### Número de genes
Identificar los genes en cada cromosoma es una área de investigación activa. Debido a que investigadores usan métodos distintos para pronosticar el número de genes en cada cromosoma varía el número de genes estimados.
| Base de datos | Genes codificantes de proteínas | ADN no codificante | Pseudogenes | Fecha      | Ref.               |
| ------------- | ------------------------------- | ------------------ | ----------- | ---------- | ------------------ |
| CCDS          | 743                             | --                 | --          | 26/10/2022 | [ 2 ]              |
| HGNC          | 747                             | 321                | 634         | 11/04/2025 | [ 5 ]              |
| Ensembl       | 777                             | 945                | 691         | 13/05/2024 | [ 6 ]              |
| UniProt       | 796                             | --                 | --          | 05/02/2025 | [ 7 ]              |
| NCBI          | 776                             | 827                | 757         | 23/08/2024 | [ 8 ] [ 9 ] [ 10 ] |

A continuación se indican algunos de los genes localizados en el cromosoma 9:

### Brazo corto (p)
- IL-33: Interleuquina-33 (9p24.1)

- ABO: Glicosiltransferasas del sistema ABO.
- ADAMTS13: Metalopeptidasa ADAM con trombospondina tipo 1, motivo 13.
- ALAD: Aminolevulinato delta-deshidratasa.
- ALS4: Esclerosis lateral amiotrófica 4.
- CCL21: Quimioquina (motivo C-C) ligando 21, SCYA21.
- CCL27: Quimioquina (motivo C-C) ligando 27, SCYA27.
- COL5A1: Colágeno, tipo V, alfa 1.

- ENG: Endoglina (Síndrome de Osler-Rendu-Weber 1).
- FXN: Frataxina.
- GALT: Galactosa-1-fosfato uridililtransferasa.
- GRHPR: Glioxilato reductasa/hidroxipiruvato reductasa.
- IKBKAP: Potenciador del gen inhibidor del polipéptido ligero kappa en los linfocitos B, proteína asociada al complejo quinasa.
- TGFBR1: Receptor tipo I del factor de crecimiento transformante beta.
- TMC1: Canal transmembranal 1.
- TSC1: Esclerosis tuberosa 1.

### Brazo largo (q)
- ASS: Argininosuccinato sintetasa (q34.1)
- DNM1: Dinamin-1 (9q34.11)

## Enfermedades asociadas
A continuación se indican algunas de las enfermedades directamente relacionadas con genes contenidos en el cromosoma 9:
- Porfiria.
- Porfiria por deficiencia de ALAD.
- Esclerosis lateral amiotrófica (ALS).
- Citrulinemia.
- Síndrome de Ehlers-Danlos.
- Síndrome de Walker-Warburg.
- Disautonomía familiar.
- Ataxia de Friedreich.
- Galactosemia.
- Síndrome de Gorlin o Síndrome del carcinoma nevoide de células basales.
- Telangiectasia hemorrágica hereditaria.
- Síndrome de Nail-patella (NPS).
- Sordera no sindrómica autosómica (dominante y recesiva).
- Hiperoxaluria primaria.
- Tetrasomía 9p.
- Púrpura trombocitopénica trombótica.
- Trisomía 9.
- Esclerosis tuberosa.